# Chile en los Juegos Olímpicos de Tokio 2020
Chile participó en los Juegos Olímpicos de Tokio 2020 en el año 2021. El responsable del equipo olímpico fue el Comité Olímpico de Chile, así como las federaciones deportivas nacionales de cada deporte con participación.
El 2 de julio de 2021 el presidente de Chile Sebastián Piñera anunció a los abanderados en los Juegos Olímpicos de Tokio 2020: Francisca Crovetto y Marco Grimalt en la ceremonia de apertura, y María José Mailliard en la ceremonia de clausura.

## Atletas
| Disciplina        | Deportistas |
| ----------------- | ----------- |
| Atletismo         | 3           |
| Ciclismo          | 3           |
| Equitación        | 2           |
| Esgrima           | 1           |
| Fútbol            | 22          |
| Gimnasia          | 2           |
| Golf              | 2           |
| Judo              | 1           |
| Halterofilia      | 1           |
| Lucha olímpica    | 1           |
| Natación          | 2           |
| Pentatlón moderno | 1           |
| Piragüismo        | 2           |
| Remo              | 2           |
| Skateboarding     | 1           |
| Surf              | 1           |
| Tenis             | 1           |
| Tenis de mesa     | 1           |
| Tiro olímpico     | 1           |
| Tiro con arco     | 1           |
| Triatlón          | 2           |
| Vela              | 1           |
| Voleibol de playa | 2           |
| Total             | 56          |

## Deportistas clasificados
Atletismo (3)
- Karen Gallardo (Disco)[3]
- Gabriel Kehr (Martillo)[4]
- Humberto Mansilla (Martillo)[5]

Ciclismo (3)
- Macarena Pérez (BMX Freestyle)[6]
- Catalina Soto (Ciclismo de ruta)[7]
- Martín Vidaurre (Ciclismo de montaña)[8]

Equitación (2)
- Samuel Parot (Salto)[9]
- Virginia Yarur (Doma clásica)[10]

Esgrima (1) 
- Katina Proestakis (florete)[11]

Fútbol (22)
- Yenny Acuña (Fútbol femenino)[12]
- Yanara Aedo (Fútbol femenino)[12]
- Karen Araya (Fútbol femenino)[12]
- Rosario Balmaceda (Fútbol femenino)[12]
- Natalia Campos (Fútbol femenino)[12]
- Antonia Canales (Fútbol femenino)[12]
- Valentina Díaz (Fútbol femenino)[12]
- Christiane Endler (Fútbol femenino)[12]
- Javiera Grez (Fútbol femenino)[12]
- Carla Guerrero (Fútbol femenino)[12]
- Yastin Jiménez (Fútbol femenino)[12]
- Francisca Lara (Fútbol femenino)[12]
- Nayadet López (Fútbol femenino)[12]
- Yessenia López (Fútbol femenino)[12]
- María Francisca Mardones (Fútbol femenino)[12]
- Daniela Pardo (Fútbol femenino)[12]
- Fernanda Pinilla (Fútbol femenino)[12]
- Fernanda Ramírez (Fútbol femenino)[12]
- Camila Sáez (Fútbol femenino)[12]
- Javiera Toro (Fútbol femenino)[12]
- María José Urrutia (Fútbol femenino)[12]
- Daniela Zamora (Fútbol femenino)[12]

Gimnasia (2)
- Simona Castro[13]
- Tomás González[14]

Golf (2)
- Joaquín Niemann[15]
- Guillermo Pereira Hinke[15]

Judo (1)
- Mary Dee Vargas (48 kg)[16]

Halterofilia (2)
- Arley Méndez (−81 kg)[17]

Lucha olímpica (1)
- Yasmani Acosta (130 kg)[18]

Natación (2)
- Eduardo Cisternas (400 metros libres)[19]
- Kristel Köbrich (800 metros libres) (1.500 metros libres)[20]

Pentatlón moderno (1)
- Esteban Bustos[21]

Piragüismo (2)
- María José Mailliard (C1 200) y (C2 500)[22]
- Karen Roco (C2 500)[22]

Remo (2)
- César Abaroa (LM2x)[23]
- Eber Sanhueza (LM2x)[23]

Skateboarding (1)
- Josefina Tapia (Park)[24]

Surf (1)
- Manuel Selman (Surf)[25]

Tenis (1)
- Tomás Barrios (Individual)[26]

Tenis de mesa (1)
- Paulina Vega (Individual)[27]

Tiro con arco (1)
- Andrés Aguilar[28]

Tiro olímpico (1)
- Francisca Crovetto (Skeet)[29]

Triatlón (2)
- Diego Moya[30]
- Bárbara Riveros[31]

Vela (1)
- Clemente Seguel (Laser)[32]

Voleibol de playa (2)
- Esteban Grimalt[33]
- Marco Grimalt[33]

- En tenis, Christian Garín clasificó a Tokio 2020 mediante el Ranking ATP (19.º en ese momento), pero decidió renunciar a participar de dicha competición debido a motivos personales.[34]
- En taekwondo, Fernanda Aguirre fue descalificada de Tokio 2020 después de arrojar positivo en un test de COVID-19 al momento de llegar a Japón.[35]
- En halterofilia, María Fernanda Valdés se perdió Tokio 2020 después de haber sufrido una subluxación y una rotura de ligamento en el hombro pocos días antes de la competición.[36]
- En equitación, Carlos Lobos clasificó a Tokio 2020, pero no pudo participar debido a la lesión de su caballo Ranco.[37]

## Diplomas olímpicos
| Nombre         | Deporte  | Evento                         | Puesto | Fecha       |
| -------------- | -------- | ------------------------------ | ------ | ----------- |
| Macarena Pérez | Ciclismo | BMX Freestyle - Femenino       | 8.º    | 1 de agosto |
| Mito Pereira   | Golf     | Masculino                      | 4.º    | 1 de agosto |
| Yasmani Acosta | Lucha    | Lucha grecorromana - Masculino | 5.º    | 2 de agosto |

El 1 de agosto, la ciclista Macarena Pérez obtuvo el octavo lugar en la final femenina de BMX estilo libre, después de realizar un backflip y un tailwhip en la última ronda, consiguiendo 73.80 puntos. Pérez consiguió el primer diploma olímpico para Chile en esta disciplina.
El 1 de agosto, el golfista Mito Pereira obtuvo el cuarto lugar en el golf masculino. En la primera ronda consiguió 69 puntos, el segunda ronda realizó su mejor rendimiento con 65 puntos, en la tercera ronda consiguió 68 puntos y en la última ronda consiguió 67 puntos, siendo un total de 269 puntos, su puntuación lo llevó hasta el tercer lugar y participó en la ronda de desempate por la medalla de bronce junto a otros 6 golfistas. Finalmente en la ronda de desempate fue el cuarto golfista en abandonar, después de no conseguir un birdie en el tercer hoyo.

## Otros resultados destacados
El golfista Joaquín Niemann consiguió el décimo lugar en el golf masculino. En la primera ronda consiguió 70 puntos, en la segunda ronda consiguió 69 puntos, el tercera ronda consiguió 66 puntos y en la última ronda llevó a cabo su mejor rendimiento consiguiendo 65 puntos, en total obtuvo una puntuación de 270 y sobrándole un punto para poder participar en la disputa por la medalla de bronce.
El ciclista Martín Vidaurre compitió en el evento de Cross-Country masculino con 21 años y siendo el más joven de la competición. Empezó la carrera en la plaza número 30 y rápidamente escaló puestos, finalizó su participación en la posición 16 con un tiempo de 1 hora con 28 minutos y 33 segundos.
La judoca Mary Dee Vargas compitió por los -48 kg femenino y siendo la primera judoca chilena en participar en los Juegos Olímpicos. En su primer enfrentamiento contra Katharina Menz logró avanzar a la siguiente fase por 1-0, ya en octavos de final se enfrentó a Urantsetseg Munkhbat donde terminó eliminada por un ippon, finalmente quedó entre las 16 mejores competidoras del evento.
La canoísta María José Mailliard en C1 de 200 metros femenino se clasificó a la final B después de terminar en la quinta posición de su serie en la semifinal. En la final B terminó la carrera en el segundo lugar con un tiempo de 47 segundos y 61 centésimas, a solo 5 centésimas del primer lugar, finalmente se ubicó en la posición número 10 en la tabla general.
Las canoístas Karen Roco y María José Mailliard se clasificaron a la final B del C2 en 500 metros femenino. En la final B ganaron la carrera con un tiempo de 2 minutos y 2 segundos y de esta forma se ubicaron en el noveno lugar de la tabla general.

## Detalle por deporte

### Atletismo

#### Eventos de lanzamiento
| Atleta            | Evento             | Clasificación | Clasificación | Final        | Final        |
| Atleta            | Evento             | Distancia     | Posición      | Distancia    | Posición     |
| ----------------- | ------------------ | ------------- | ------------- | ------------ | ------------ |
| Karen Gallardo    | Disco femenino     | 55.81 m       | 29.°          | No clasificó | No clasificó |
| Gabriel Kehr      | Martillo masculino | 75.60 m       | 13.°          | No clasificó | No clasificó |
| Humberto Mansilla | Martillo masculino | 74.76 m       | 17.°          | No clasificó | No clasificó |

### Ciclismo

#### Ruta
| Atleta        | Evento        | Tiempo      | Lugar       |
| ------------- | ------------- | ----------- | ----------- |
| Catalina Soto | Ruta femenino | No finalizó | No finalizó |

#### Montaña
| Deportista      | Evento                  | Tiempo  | Lugar |
| --------------- | ----------------------- | ------- | ----- |
| Martín Vidaurre | Cross-Country Masculino | 1:28:33 | 16.°  |

#### BMX Freestyle
| Deportista     | Evento   | Clasificación | Clasificación | Clasificación | Clasificación | Final   | Final   | Final | Final |
| Deportista     | Evento   | Ronda 1       | Ronda 2       | Promedio      | Lugar         | Ronda 1 | Ronda 2 | Mejor | Lugar |
| -------------- | -------- | ------------- | ------------- | ------------- | ------------- | ------- | ------- | ----- | ----- |
| Macarena Pérez | Femenino | 70.20         | 65.60         | 67.90         | 7.°           | 24.40   | 73.80   | 73.80 | 8.°   |

### Equitación

#### Adiestramiento
| Deportista     | Caballo | Evento     | Grand Prix | Grand Prix | Grand Prix Estilo libre | Grand Prix Estilo libre | Total        | Total        |
| Deportista     | Caballo | Evento     | Puntuación | Posición   | Técnica                 | Estilo                  | Puntuación   | Posición     |
| -------------- | ------- | ---------- | ---------- | ---------- | ----------------------- | ----------------------- | ------------ | ------------ |
| Virginia Yarur | Ronaldo | Individual | 66.227     | 46.°       | No clasificó            | No clasificó            | No clasificó | No clasificó |

#### Salto
| Deportista   | Caballo | Evento     | Clasificación | Clasificación | Final        | Final        | Total        | Total        |
| Deportista   | Caballo | Evento     | Penal         | Posición      | Penal        | Posición     | Penal        | Posición     |
| ------------ | ------- | ---------- | ------------- | ------------- | ------------ | ------------ | ------------ | ------------ |
| Samuel Parot | Dubái   | Individual | 4             | 31.°          | No clasificó | No clasificó | No clasificó | No clasificó |

### Esgrima
| Deportista        | Evento           | Ronda de 64            | Ronda de 32        | Ronda de 16        | Cuartos de final   | Semifinal          | Final / BM         | Posición |
| Deportista        | Evento           | Oponente Resultado     | Oponente Resultado | Oponente Resultado | Oponente Resultado | Oponente Resultado | Oponente Resultado | Posición |
| ----------------- | ---------------- | ---------------------- | ------------------ | ------------------ | ------------------ | ------------------ | ------------------ | -------- |
| Katina Proestakis | Florete Femenino | Jelińska (POL) D 15-12 | No clasificó       | No clasificó       | No clasificó       | No clasificó       | No clasificó       | 34.°     |

### Fútbol
Torneo femenino
| Equipo          | Ronda de grupos    | Ronda de grupos    | Ronda de grupos    | Ronda de grupos | Cuartos de final   | Semifinales        | Final / MB         | Posición |
| Equipo          | Oponente Resultado | Oponente Resultado | Oponente Resultado | Posición        | Oponente Resultado | Oponente Resultado | Oponente Resultado | Posición |
| --------------- | ------------------ | ------------------ | ------------------ | --------------- | ------------------ | ------------------ | ------------------ | -------- |
| Equipo femenino | Reino Unido D 0-2  | Canadá D 1-2       | Japón D 0-1        | 4.º             | No clasificó       | No clasificó       | No clasificó       | 11.°     |

### Gimnasia

#### Artística
Masculino
| Atleta         | Aparato | Clasificación | Clasificación | Clasificación | Clasificación | Final        | Final        | Final        | Final        |
| Atleta         | Aparato | Intento 1     | Intento 2     | Total         | Lugar         | Intento 1    | Intento 2    | Total        | Lugar        |
| -------------- | ------- | ------------- | ------------- | ------------- | ------------- | ------------ | ------------ | ------------ | ------------ |
| Tomás González | Suelo   | 13.600        | -             | 13.600        | 20.°          | No clasificó | No clasificó | No clasificó | No clasificó |
| Tomás González | Salto   | No participó  | No participó  | No participó  | No participó  | No clasificó | No clasificó | No clasificó | No clasificó |

Femenino
| Atleta        | Evento     | Aparato | Aparato            | Aparato             | Aparato | Clasificación | Clasificación | Aparato      | Aparato            | Aparato             | Aparato      | Final        | Final        |
| Atleta        | Evento     | Salto   | Barras asimétricas | Barra de equilibrio | Suelo   | Total         | Lugar         | Salto        | Barras asimétricas | Barra de equilibrio | Suelo        | Total        | Lugar        |
| ------------- | ---------- | ------- | ------------------ | ------------------- | ------- | ------------- | ------------- | ------------ | ------------------ | ------------------- | ------------ | ------------ | ------------ |
| Simona Castro | All-around | 13.200  | 11.533             | 11.433              | 10.223  | 46.399        | 75.°          | No clasificó | No clasificó       | No clasificó        | No clasificó | No clasificó | No clasificó |

### Golf
| Atleta            | Evento    | Ronda 1 | Ronda 2 | Ronda 3 | Ronda 4 | Total   | Total | Total |
| Atleta            | Evento    | Puntaje | Puntaje | Puntaje | Puntaje | Puntaje | Par   | Lugar |
| ----------------- | --------- | ------- | ------- | ------- | ------- | ------- | ----- | ----- |
| Joaquín Niemann   | Masculino | 70      | 69      | 66      | 65      | 270     | −14   | 10.°  |
| Guillermo Pereira | Masculino | 69      | 65      | 68      | 67      | 269     | −15   | 4.°   |

### Judo
| Atleta          | Evento          | Ronda de 32        | Octavos de final       | Cuartos de final   | Semifinal          | Repechaje          | Final / MB         | Posición |
| Atleta          | Evento          | Oponente Resultado | Oponente Resultado     | Oponente Resultado | Oponente Resultado | Oponente Resultado | Oponente Resultado | Posición |
| --------------- | --------------- | ------------------ | ---------------------- | ------------------ | ------------------ | ------------------ | ------------------ | -------- |
| Mary Dee Vargas | Femenino −48 kg | Menz (GER) V 01-00 | Munkhbat (MGL) D 00-10 | No clasificó       | No clasificó       | No clasificó       | No clasificó       | 9.°      |

### Halterofilia
| Atleta       | Evento           | Arrancada | Envión | Total | Lugar       |
| ------------ | ---------------- | --------- | ------ | ----- | ----------- |
| Arley Méndez | Masculino −81 kg | 160 kg    | −      | −     | No finalizó |

### Lucha
| Deportista     | Evento               | Clasificación      | Ronda de 16           | Cuartos de final      | Semifinal            | Repechaje          | Final / BM           | Final / BM |
| Deportista     | Evento               | Oponente Resultado | Oponente Resultado    | Oponente Resultado    | Oponente Resultado   | Oponente Resultado | Oponente Resultado   | Posición   |
| -------------- | -------------------- | ------------------ | --------------------- | --------------------- | -------------------- | ------------------ | -------------------- | ---------- |
| Yasmani Acosta | Grecorromana −130 kg | Exento             | Guennichi (TUN) V 5-1 | Abdullaev (UZB) V 2-0 | Kadzhaia (GEO) D 1-1 | Exento             | Semiónov (ROC) D 1-1 | 5.°        |

### Natación
| Atleta            | Evento                       | Preliminares | Preliminares | Final        | Final        |
| Atleta            | Evento                       | Tiempo       | Lugar        | Tiempo       | Lugar        |
| ----------------- | ---------------------------- | ------------ | ------------ | ------------ | ------------ |
| Eduardo Cisternas | 400 m estilo libre masculino | 3:54.10      | 27.°         | No clasificó | No clasificó |
| Kristel Köbrich   | 800 m estilo libre femenino  | 8:32.58      | 19.°         | No clasificó | No clasificó |
| Kristel Köbrich   | 1500 m estilo libre femenino | 16:09.09     | 14.°         | No clasificó | No clasificó |

### Pentatlón moderno
| Atleta         | Evento    | Esgrima (espada a toque único) | Esgrima (espada a toque único) | Esgrima (espada a toque único) | Natación (200 m estilo libre) | Natación (200 m estilo libre) | Natación (200 m estilo libre) | Equitación (salto ecuestre) | Equitación (salto ecuestre) | Equitación (salto ecuestre) | Combinado: tiro/atletismo (10 m pistola de aire)/(3200 m) | Combinado: tiro/atletismo (10 m pistola de aire)/(3200 m) | Combinado: tiro/atletismo (10 m pistola de aire)/(3200 m) | Combinado: tiro/atletismo (10 m pistola de aire)/(3200 m) | Total puntos | Lugar final |
| Atleta         | Evento    | Resultados                     | Lugar                          | Puntos                         | Tiempo                        | Lugar                         | Puntos                        | Penalizaciones              | Lugar                       | Puntos                      | Tiempo Tiro                                               | Tiempo                                                    | Lugar                                                     | Puntos                                                    | Total puntos | Lugar final |
| -------------- | --------- | ------------------------------ | ------------------------------ | ------------------------------ | ----------------------------- | ----------------------------- | ----------------------------- | --------------------------- | --------------------------- | --------------------------- | --------------------------------------------------------- | --------------------------------------------------------- | --------------------------------------------------------- | --------------------------------------------------------- | ------------ | ----------- |
| Esteban Bustos | Masculino | 18-17                          | 17.°                           | 208                            | 2:05,24                       | 26.°                          | 300                           | Eliminado                   | Eliminado                   | Eliminado                   | 1:00,50                                                   | 10:52,16                                                  | 30.°                                                      | 588                                                       | 1096         | 34.°        |

### Piragüismo

#### Piragüismo en Aguas Tranquilas
| Deportista                      | Evento            | Preliminar | Preliminar | Cuartos de final | Cuartos de final | Semifinales | Semifinales | Finales (B) | Finales (B) | Posición |
| Deportista                      | Evento            | Tiempo     | Posición   | Tiempo           | Posición         | Tiempo      | Posición    | Tiempo      | Posición    | Posición |
| ------------------------------- | ----------------- | ---------- | ---------- | ---------------- | ---------------- | ----------- | ----------- | ----------- | ----------- | -------- |
| María José Mailliard            | C1 200 m femenino | 47,557     | 4.°        | 46,122           | 2.°              | 48,198      | 5.° (FB)    | 47,610      | 2.°         | 10.°     |
| María José Mailliard Karen Roco | C2 500 m femenino | 2:09,820   | 6.°        | 2:04,969         | 4.° (FB)         | Exento      | Exento      | 2:02,698    | 1.°         | 9.°      |

### Remo
| Deportista                 | Evento                     | Preliminar | Preliminar | Repechaje | Repechaje | Semifinales | Semifinales | Finales (C) | Finales (C) | Posición |
| Deportista                 | Evento                     | Tiempo     | Posición   | Tiempo    | Posición  | Tiempo      | Posición    | Tiempo      | Posición    | Posición |
| -------------------------- | -------------------------- | ---------- | ---------- | --------- | --------- | ----------- | ----------- | ----------- | ----------- | -------- |
| César Abaroa Eber Sanhueza | Doble par ligero masculino | 6:53,15    | 5.° (R)    | 6:48,22   | 5.° (FC)  | Exento      | Exento      | 6:31,97     | 2.°         | 14.°     |

### Skateboarding
| Deportista     | Evento          | Clasificación | Clasificación | Final        | Final        |
| Deportista     | Evento          | Puntaje       | Posición      | Puntaje      | Posición     |
| -------------- | --------------- | ------------- | ------------- | ------------ | ------------ |
| Josefina Tapia | Parque femenino | 9.73          | 19.°          | No clasificó | No clasificó |

### Surf
| Atleta        | Evento    | Ronda 1 | Ronda 1  | Ronda 2 | Ronda 2  | Ronda 3            | Octavos de final   | Cuartos de final   | Semifinal          | Final / MB         | Posición |
| Atleta        | Evento    | Puntaje | Posición | Puntaje | Posición | Oponente Resultado | Oponente Resultado | Oponente Resultado | Oponente Resultado | Oponente Resultado | Posición |
| ------------- | --------- | ------- | -------- | ------- | -------- | ------------------ | ------------------ | ------------------ | ------------------ | ------------------ | -------- |
| Manuel Selman | Masculino | 6.20    | 4.° (R)  | 9.74    | 4.°      | No clasificó       | No clasificó       | No clasificó       | No clasificó       | No clasificó       | 17.°     |

### Tenis
| Deportista    | Evento               | Ronda 1                   | Ronda 2            | Ronda 3            | Cuartos de final   | Semifinales        | Final / MB         | Posición |
| Deportista    | Evento               | Oponente Resultado        | Oponente Resultado | Oponente Resultado | Oponente Resultado | Oponente Resultado | Oponente Resultado | Posición |
| ------------- | -------------------- | ------------------------- | ------------------ | ------------------ | ------------------ | ------------------ | ------------------ | -------- |
| Tomás Barrios | Individual masculino | Chardy (FRA) D (1-6, 6-7) | No clasificó       | No clasificó       | No clasificó       | No clasificó       | No clasificó       | 33.°     |

### Tenis de mesa
| Deportista   | Evento              | Eliminatorias      | Ronda 1                                   | Ronda 2                                     | Ronda 3            | Octavos de final   | Cuartos de final   | Semifinales        | Final / MB         | Posición |
| Deportista   | Evento              | Oponente Resultado | Oponente Resultado                        | Oponente Resultado                          | Oponente Resultado | Oponente Resultado | Oponente Resultado | Oponente Resultado | Oponente Resultado | Posición |
| ------------ | ------------------- | ------------------ | ----------------------------------------- | ------------------------------------------- | ------------------ | ------------------ | ------------------ | ------------------ | ------------------ | -------- |
| Paulina Vega | Individual femenino | Exento             | Batmunkh (MGL) V (11-8, 11-9, 11-4, 11-7) | Sawettabut (THA) D (11-5, 11-4, 11-3, 11-3) | No clasificó       | No clasificó       | No clasificó       | No clasificó       | No clasificó       | 33.°     |

### Tiro deportivo
| Deportista         | Evento         | Clasificación | Clasificación | Final        | Final        |
| Deportista         | Evento         | Puntos        | Posición      | Puntos       | Posición     |
| ------------------ | -------------- | ------------- | ------------- | ------------ | ------------ |
| Francisca Crovetto | Skeet femenino | 112           | 23.°          | No clasificó | No clasificó |

### Tiro con arco
| Deportista     | Evento               | Clasificación | Clasificación | Ronda de 32       | Ronda de 16     | Cuartos de final | Semifinales     | Final / MB      | Posición |
| Deportista     | Evento               | Puntos        | Posición      | Oponente Puntos   | Oponente Puntos | Oponente Puntos  | Oponente Puntos | Oponente Puntos | Posición |
| -------------- | -------------------- | ------------- | ------------- | ----------------- | --------------- | ---------------- | --------------- | --------------- | -------- |
| Andrés Aguilar | Individual masculino | 662           | 18.°          | Jacob Wukie D 1-7 | No clasificó    | No clasificó     | No clasificó    | No clasificó    | 33.°     |

### Triatlón
| Deportista      | Evento               | Natación (1,5 km) | Trans 1 | Ciclismo (40 km) | Trans 2 | Carrera a pie (10 km) | Tiempo total | Posición |
| --------------- | -------------------- | ----------------- | ------- | ---------------- | ------- | --------------------- | ------------ | -------- |
| Diego Moya      | Individual masculino | 17:50             | 0:42    | 56:34            | 0:35    | 32:48                 | 1:48:29      | 30.°     |
| Bárbara Riveros | Individual femenino  | 19:45             | 0:42    | 1:04:54          | 0:36    | 36:49                 | 2:02:46      | 25.°     |

### Vela
| Clemente Seguel | Láser | 25 | 5 | 16 | 27 | 11 | 20 | 21 | 22 | 18 | 31 | 165 | 22.° | No clasificó | No clasificó | No clasificó | No clasificó | No clasificó | No clasificó |

### Voleibol de playa
| Atletas                       | Evento    | Ronda preliminar (Grupo E)    | Ronda preliminar (Grupo E) | Ronda preliminar (Grupo E)   | Pos. | Repechaje                   | Ronda de 16                  | Cuartos de final | Semifinal        | Final / MB       | Final / MB |
| Atletas                       | Evento    | Oponentes Puntos              | Oponentes Puntos           | Oponentes Puntos             | Pos. | Oponentes Puntos            | Oponentes Puntos             | Oponentes Puntos | Oponentes Puntos | Oponentes Puntos | Lugar      |
| ----------------------------- | --------- | ----------------------------- | -------------------------- | ---------------------------- | ---- | --------------------------- | ---------------------------- | ---------------- | ---------------- | ---------------- | ---------- |
| Esteban Grimalt Marco Grimalt | Masculino | Schmidt/Gonçalves (BRA) D 1-2 | Fijałek/Bryl (POL) D 0-2   | El Graoui/Abicha (MAR) V 2-0 | 3.°  | Heidrich/Gerson (SUI) V 2-0 | Leshukov/Semenov (ROC) D 2-0 | No clasificó     | No clasificó     | No clasificó     | 9.°        |